# أكلات إماراتية
قائمة أكلات شعبية إماراتية.

## وجبة الإفطار
- الخبيصة وهناك نوعان من الخبيصة التي تصنع من السميد و التي تصنع من الدقيق.
- البلاليط
- خبز الجباب
- قرص مفروك
- خبز المحلى
- الدنقو أو الحمص أو النخي
- الباجلا
- الجامي(الأقط)

## وجبة الغداء والعشاء
- العرسية
- الصالونة بأنواعها
- الفوقه
- الهريس
- التحته
- المالح
- المجبوس
- المضروبة
- الثريد أو الفريد
- الجشيد
- البرياني العربي
- الغموص
- النيرة

## الخبز
- الخمير
- خبز الرقاق
- خبز فلزي

## المحليات
- البثيث
- عصيده البوبر
- خنفروش
- الفرني
- حلوى الساقو
- قرص عقيلي
- اللقيمات